# 1183
Il 1183 (MCLXXXIII in numeri romani) è un anno  del XII secolo.

## Eventi
- 25 giugno: Pace di Costanza - Venne firmata la pace tra Federico Barbarossa e i rappresentanti della Lega Lombarda in seguito agli avvenimenti collegati alla Battaglia di Legnano.

## Nati
- 22 dicembre - Chagatai, generale mongolo († 1242)
- Costanza d'Aragona, regina († 1222)
- Malatesta I Malatesta, condottiero italiano († 1248)

## Morti
- 21 gennaio - Ardoino da Piacenza, religioso e cardinale italiano
- 28 marzo - Elisabetta di Vermandois, nobile francese (n. 1143)
- 10 aprile - Pietro I di Courtenay, nobile francese
- 11 giugno - Enrico d'Inghilterra, re (n. 1155)
- 26 giugno - Pedro de Cardona, cardinale e arcivescovo cattolico spagnolo
- 11 luglio - Ottone I di Baviera, nobile tedesco (n. 1117)
- 12 agosto - Margherita di Navarra e di Sicilia, principessa
- 23 agosto - Cristiano di Magonza, diplomatico e arcivescovo cattolico tedesco
- 23 novembre - Guglielmo di Gloucester, conte (n. 1112)
- Teodoro Cantacuzeno, nobile bizantino
- Alessio II Comneno, imperatore bizantino (n. 1169)
- Filippo di Harvengt, abate e teologo francese
- Gilbert d'Aissailly
- Porfirio, vescovo cattolico italiano
- Ranieri del Monferrato, nobile italiano (n. 1162)
- Teodora Comnena, principessa bizantina
- Teodosio I Borradiote, arcivescovo ortodosso bizantino

## Calendario
| Calendario 1183 | Calendario 1183 | Calendario 1183 | Calendario 1183 | Calendario 1183 | Calendario 1183 | Calendario 1183 | Calendario 1183 | Calendario 1183 | Calendario 1183 | Calendario 1183 | Calendario 1183 | Calendario 1183 | Calendario 1183 | Calendario 1183 | Calendario 1183 | Calendario 1183 | Calendario 1183 | Calendario 1183 | Calendario 1183 | Calendario 1183 | Calendario 1183 | Calendario 1183 | Calendario 1183 | Calendario 1183 | Calendario 1183 | Calendario 1183 | Calendario 1183 | Calendario 1183 | Calendario 1183 | Calendario 1183 | Calendario 1183 | Calendario 1183 |
| --------------- | --------------- | --------------- | --------------- | --------------- | --------------- | --------------- | --------------- | --------------- | --------------- | --------------- | --------------- | --------------- | --------------- | --------------- | --------------- | --------------- | --------------- | --------------- | --------------- | --------------- | --------------- | --------------- | --------------- | --------------- | --------------- | --------------- | --------------- | --------------- | --------------- | --------------- | --------------- | --------------- |
|                 | 1               | 2               | 3               | 4               | 5               | 6               | 7               | 8               | 9               | 10              | 11              | 12              | 13              | 14              | 15              | 16              | 17              | 18              | 19              | 20              | 21              | 22              | 23              | 24              | 25              | 26              | 27              | 28              | 29              | 30              | 31              |                 |
| Gennaio         | Sa              | Do              | Lu              | Ma              | Me              | Gi              | Ve              | Sa              | Do              | Lu              | Ma              | Me              | Gi              | Ve              | Sa              | Do              | Lu              | Ma              | Me              | Gi              | Ve              | Sa              | Do              | Lu              | Ma              | Me              | Gi              | Ve              | Sa              | Do              | Lu              |                 |
| Febbraio        | Ma              | Me              | Gi              | Ve              | Sa              | Do              | Lu              | Ma              | Me              | Gi              | Ve              | Sa              | Do              | Lu              | Ma              | Me              | Gi              | Ve              | Sa              | Do              | Lu              | Ma              | Me              | Gi              | Ve              | Sa              | Do              | Lu              |                 |                 |                 |                 |
| Marzo           | Ma              | Me              | Gi              | Ve              | Sa              | Do              | Lu              | Ma              | Me              | Gi              | Ve              | Sa              | Do              | Lu              | Ma              | Me              | Gi              | Ve              | Sa              | Do              | Lu              | Ma              | Me              | Gi              | Ve              | Sa              | Do              | Lu              | Ma              | Me              | Gi              |                 |
| Aprile          | Ve              | Sa              | Do              | Lu              | Ma              | Me              | Gi              | Ve              | Sa              | Do              | Lu              | Ma              | Me              | Gi              | Ve              | Sa              | Do              | Lu              | Ma              | Me              | Gi              | Ve              | Sa              | Do              | Lu              | Ma              | Me              | Gi              | Ve              | Sa              |                 |                 |
| Maggio          | Do              | Lu              | Ma              | Me              | Gi              | Ve              | Sa              | Do              | Lu              | Ma              | Me              | Gi              | Ve              | Sa              | Do              | Lu              | Ma              | Me              | Gi              | Ve              | Sa              | Do              | Lu              | Ma              | Me              | Gi              | Ve              | Sa              | Do              | Lu              | Ma              |                 |
| Giugno          | Me              | Gi              | Ve              | Sa              | Do              | Lu              | Ma              | Me              | Gi              | Ve              | Sa              | Do              | Lu              | Ma              | Me              | Gi              | Ve              | Sa              | Do              | Lu              | Ma              | Me              | Gi              | Ve              | Sa              | Do              | Lu              | Ma              | Me              | Gi              |                 |                 |
| Luglio          | Ve              | Sa              | Do              | Lu              | Ma              | Me              | Gi              | Ve              | Sa              | Do              | Lu              | Ma              | Me              | Gi              | Ve              | Sa              | Do              | Lu              | Ma              | Me              | Gi              | Ve              | Sa              | Do              | Lu              | Ma              | Me              | Gi              | Ve              | Sa              | Do              |                 |
| Agosto          | Lu              | Ma              | Me              | Gi              | Ve              | Sa              | Do              | Lu              | Ma              | Me              | Gi              | Ve              | Sa              | Do              | Lu              | Ma              | Me              | Gi              | Ve              | Sa              | Do              | Lu              | Ma              | Me              | Gi              | Ve              | Sa              | Do              | Lu              | Ma              | Me              |                 |
| Settembre       | Gi              | Ve              | Sa              | Do              | Lu              | Ma              | Me              | Gi              | Ve              | Sa              | Do              | Lu              | Ma              | Me              | Gi              | Ve              | Sa              | Do              | Lu              | Ma              | Me              | Gi              | Ve              | Sa              | Do              | Lu              | Ma              | Me              | Gi              | Ve              |                 |                 |
| Ottobre         | Sa              | Do              | Lu              | Ma              | Me              | Gi              | Ve              | Sa              | Do              | Lu              | Ma              | Me              | Gi              | Ve              | Sa              | Do              | Lu              | Ma              | Me              | Gi              | Ve              | Sa              | Do              | Lu              | Ma              | Me              | Gi              | Ve              | Sa              | Do              | Lu              |                 |
| Novembre        | Ma              | Me              | Gi              | Ve              | Sa              | Do              | Lu              | Ma              | Me              | Gi              | Ve              | Sa              | Do              | Lu              | Ma              | Me              | Gi              | Ve              | Sa              | Do              | Lu              | Ma              | Me              | Gi              | Ve              | Sa              | Do              | Lu              | Ma              | Me              |                 |                 |
| Dicembre        | Gi              | Ve              | Sa              | Do              | Lu              | Ma              | Me              | Gi              | Ve              | Sa              | Do              | Lu              | Ma              | Me              | Gi              | Ve              | Sa              | Do              | Lu              | Ma              | Me              | Gi              | Ve              | Sa              | Do              | Lu              | Ma              | Me              | Gi              | Ve              | Sa              |                 |